# Ilse Schmidt
Ilse Schmidt (* 11. September 1892 in Schwerin; † 12. September 1964 in Heilbronn) war eine deutsche Politikerin (Deutsche Staatspartei und CDU). Sie war von 1946 bis 1950 mecklenburgische Landtagsabgeordnete.

## Leben
Ilse Schmidt besuchte bis 1909 die Höhere Mädchenschule in Schwerin und legte 1913 die Reifeprüfung am Realgymnasium in Lübeck ab. Zwischen 1914 und 1919 studierte sie Rechts- und Staatswissenschaften, Volkswirtschaft und Sozialpolitik an den Universitäten Marburg, Berlin und Heidelberg. Ihr Studium schloss sie 1919 mit der Promotion zum Dr. jur. über das Thema Das Prinzip der gesetzmäßigen Verwaltung in der Literatur und Rechtsprechung des 19. Jahrhunderts bei Gerhard Anschütz ab. Bis 1921 war Schmidt Hilfsreferentin im Württembergischen Arbeitsministerium in Stuttgart, 1922 wurde sie Leiterin der Sozialen Frauenschule in Rostock, 1929 hauptamtliche Dozentin für Staats-, Rechts- und Wohlfahrtskunde sowie Volkswirtschaft und Sozialpolitik an der Frauenschule für Volkspflegerinnen in Frankfurt am Main. 1937 entließen die Nationalsozialisten Schmidt aus politischen Gründen. Sie kehrte nach Schwerin zurück, wo sie zunächst als Bürovorsteherin des Rechtsanwalts Dr. Büsing tätig war und später verschiedene Tätigkeiten als Vermittlerin und Sachbearbeiterin wahrnahm.
Am 17. September 1945 schloss sich Ilse Schmidt, die in der Weimarer Zeit der Deutschen Staatspartei angehört hatte, der CDU an. Trotz fehlender Staatsexamina wurde sie am 1. April 1946 zur Amtsgerichtsrätin ernannt und als Vormundschafts-, Nachlass- und Jugendrichter beschäftigt. 1946 wählte man Schmidt in den Landesvorstand der CDU und in den Landtag Mecklenburg-Vorpommern. Wegen ihrer Zugehörigkeit zur NS-Frauenschaft in den Jahren 1934 bis 1941 musste sie 1947 den Staatsdienst wieder verlassen. Als Referentin für Frauenfragen in der CDU-Landespartei entfaltete sie hernach ein reges frauenpolitisches Engagement: unter anderem im DFD, im Sozial- und Eingabenausschuss des Schweriner Landtags, in der Rechtskommission des Zentralen Frauenausschusses der Deutschen Zentralverwaltung für Volksbildung.